# Caro (Michigan)
Caro – miasto w Stanach Zjednoczonych, w stanie Michigan, na Półwyspie Dolnym, w regionie The Thumb, administracyjna siedziba władz hrabstwa Tuscola. W 2010 r. miejscowość zamieszkiwało 4229 osób, a w przeciągu dziesięciu lat liczba ludności zmniejszyła się o 1,7%.
Miasto leży w odległości około 25 km na południowy wschód od wybrzeża jeziora Huron (Zatoka Saignaw), oraz około 45 km od miasta Bad Axe. W odległości około 2 mile na zachód od miasta znajduje się Park Indianfields Township.